# Oerliker Park

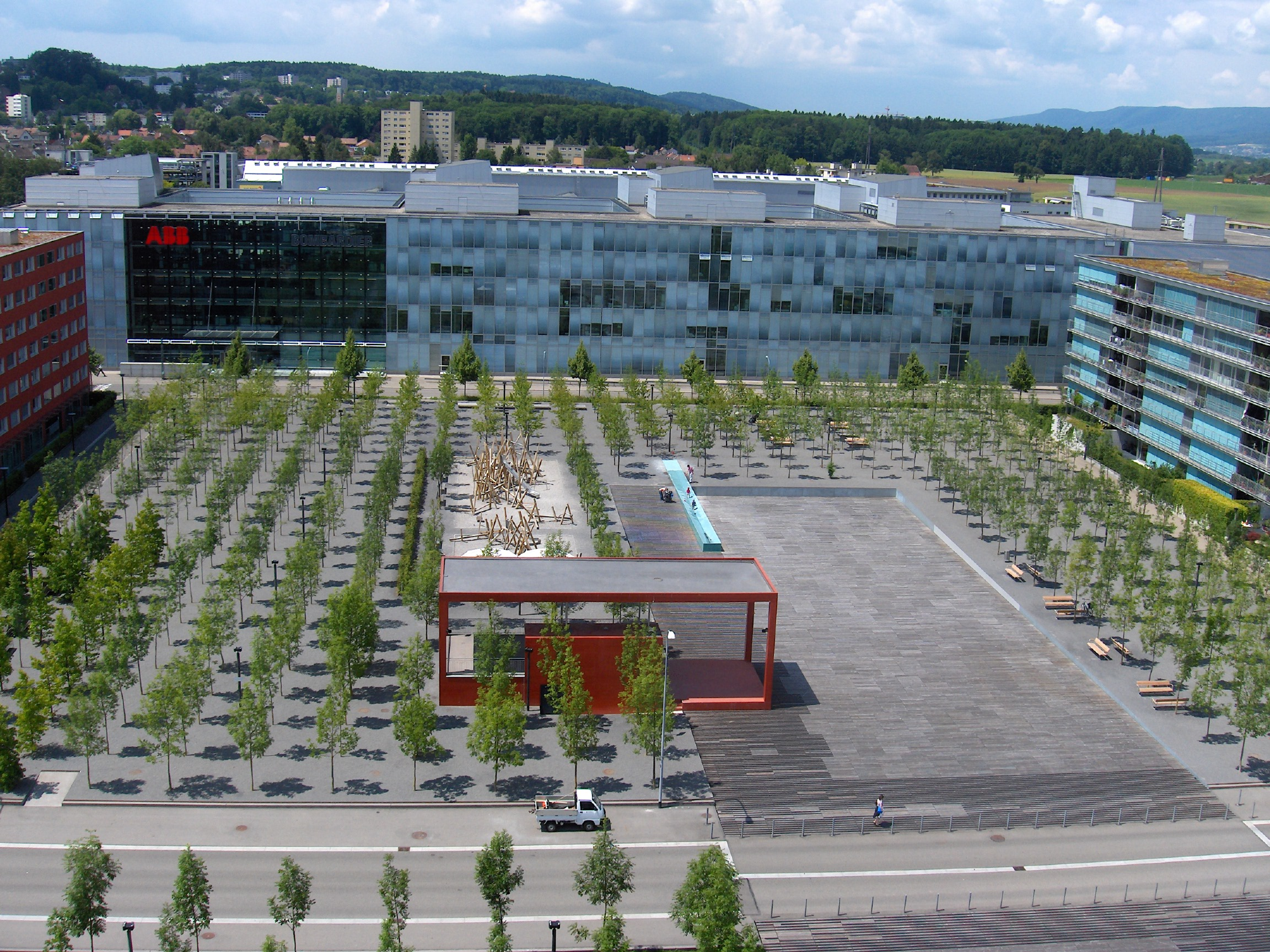
Blick vom Turm auf den gesamten Park mit der 2009 gebauten Kletteranlage in der Interventionszone.

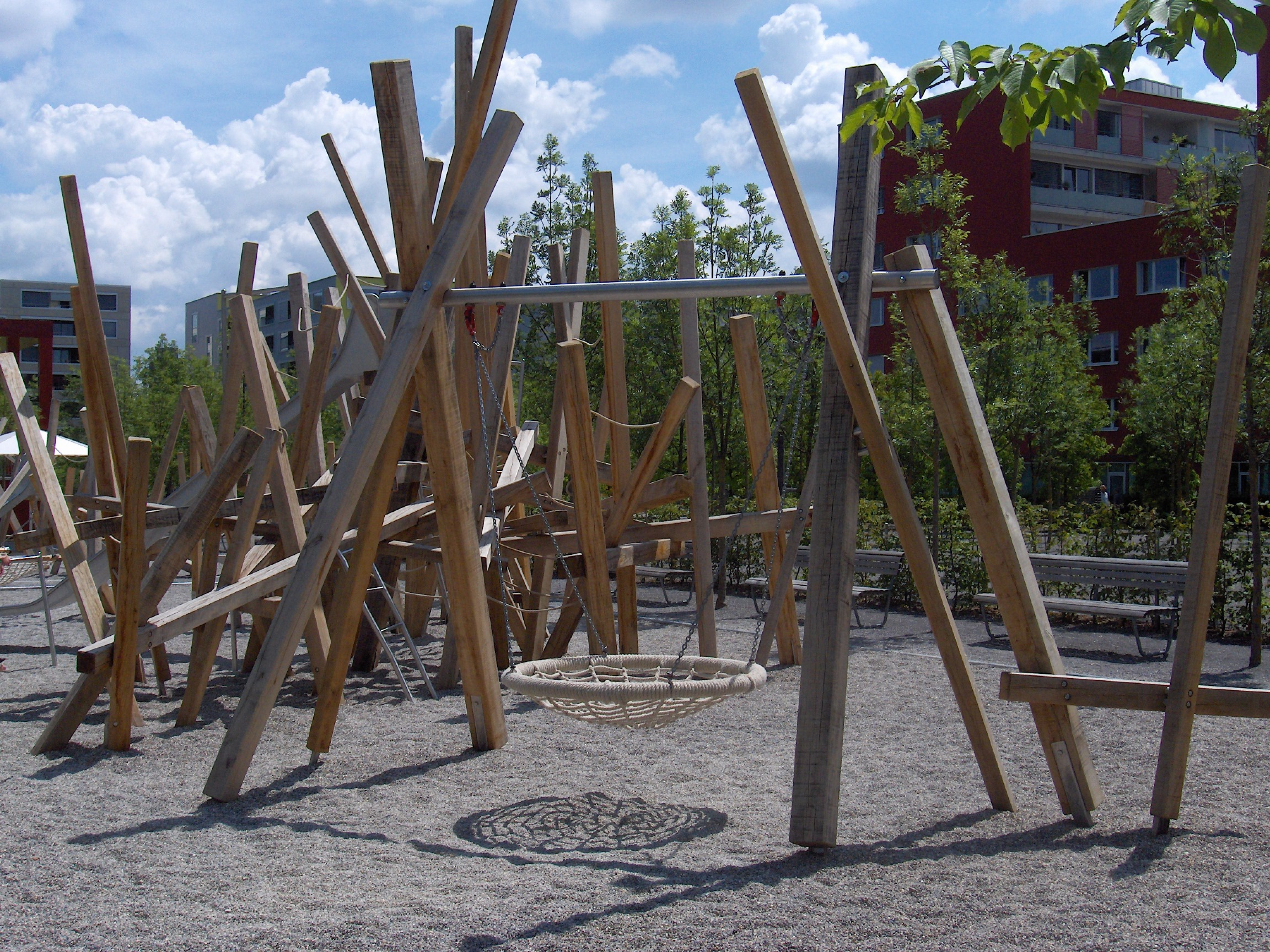
Kletteranlage in der Interventionszone.

Der Oerliker Park ist eine 17'500 Quadratmeter grosse öffentliche Parkanlage im Quartier Oerlikon im Norden Zürichs. Er ist der erste und grösste von vier neuen Parks, die von Grün Stadt Zürich im Entwicklungsgebiet Zentrum Zürich Nord Anfang des 21. Jahrhunderts gebaut wurden. Der Oerliker Park wurde 2001 der Bevölkerung übergeben. Es folgten der MFO-Park (2002), der Louis-Häfliger-Park (2003) und der Wahlenpark (2005). Sie befinden sich alle in kurzer Gehdistanz zueinander. Jede Parkanlage ist ein gartenarchitektonisches Werk, abgestimmt auf die Bedürfnisse der Nachbarschaft und konzipiert als Quartierpark, Nachbarschaftspark oder Spielpark. Zusammengenommen präsentieren sie aktuelle Strömungen der Freiraumplanung und Landschaftsarchitektur. Mit dem Projekt Zentrum Nord wurde eines der grössten innerstädtischen Industrieareale der Schweiz einer neuen Nutzung zugeführt, wobei die Parkanlagen vor der Überbauung mit Wohn- und Geschäftshäusern entstanden.

## Entstehung
Den Studienauftrag für den Oerliker Park gewannen 1997 die Landschaftsarchitekten Zulauf, Seippel und Schweingruber aus Baden zusammen mit den Architekten Sabina Hubacher und Christoph Haerle. In ihrem Projekt setzten sie sich mit den Faktoren von Zeit und Veränderung auseinander. Unter Berücksichtigung des neu entstehenden Quartiers, der sich im Boden befindlichen Altlasten aus der industriellen Vergangenheit des Areals, der Quartierstrasse, die den Park in zwei Hälften teilt und der zum Zeitpunkt der Planung noch unbekannten Parkbenutzer sollte eine Anlage entstehen, die nicht fertig ist, sondern sich laufend verändern kann.

## Gestaltung
Der Oerliker Park war ursprünglich durch etwa tausend in einem engen Raster von 4 × 4 Meter gepflanzte Bäume bestimmt, die sich zu einer Baumhalle hätten entwickeln sollen. Zur Hauptsache waren es Eschen, durchsetzt mit Feldern aus Birken, Kirschbäumen, Amberbäumen und Blauglockenbäumen. In Abständen von mehreren Jahren war eine Auslichtung der waldartig aufwachsende Baumhalle geplant.
Wegen zu hohem Grundwasserstand und dem Eschensterben konnte die Baumhalle jedoch nicht verwirklicht werden. Das Konzept wurde wegen dieser Probleme deutlich geändert: Auf der Westseite des Parkes wurden 400 kränkelnde Bäume im 4 × 4 Meter-Raster durch 140 Bäume ersetzt, die nun im doppelten Abstand mit grösseren Baumgruben gepflanzt wurden. Zudem wurde auf eine grössere Vielfalt der Arten geachtet und statt Eschen nun sieben verschiedene Baumarten eingesetzt.
Ein roter Pavillon, ein blauer Aussichtsturm, ein türkisfarbener, langgezogener Brunnen und eine Lichtung ergänzen das Baumfeld. Die teilweise mit Holzplanken bedeckte Lichtung ist als sogenannte Interventionszone ausgestaltet, die verschiedene Nutzungsformen zulässt. Aufgrund der 2007 formulierten Anliegen und Bedürfnisse der Anwohnerschaft wurde die Interventionszone 2009 u. a. mit einem grossen Klettergerüst ausgestattet.
Der Oerliker Park wird durch die Birchstrasse zweigeteilt.
Der östliche Teil wurde früher als Sportanlage für die Beschäftigten des Unternehmens ABB genutzt und wird heute geprägt durch den blauen Turm, der mitten im Baumfeld liegt und an die Fabrikschornsteine des ehemaligen Industriequartiers erinnert. Die um den blauen Betonkern laufende Stahltreppe führt spiralförmig durch die Baumschicht. Die Aussichtsplattform auf 35 Meter Höhe ermöglicht einen weiten Blick über das Quartier. Sie befindet sich auf gleicher Höhe wie der Bucheggplatz und bietet eine Sichtverbindung in Richtung Innenstadt und Uetliberg. Ein Kiesfeld mit verschlungenem Wegenetz, eine Fläche mit Schotterrasen, Holzkohlegrills, Schachspiel und Tischtennistische vervollständigen den östlichen Teil.
Der westliche Teil wurde von der Maschinenfabrik Oerlikon als Deponie benutzt und besteht heute aus verschiedenen Spielgeräten für Kleinkinder, einer Fläche mit Kiesbelag, einem Holzrost sowie einem langen Brunnenbalken mit Wasserspiel. Der rote Pavillon kann für verschiedene Anlässe genutzt werden. Unterschiedliche Sitzgelegenheiten und Liegen sowie Trinkwasserbrunnen befinden sich auf beiden Seiten des Parks.
2001 erhielt der Oerliker Park von der Stadt Zürich die Auszeichnung für gutes Bauen.
Während der Park von der Quartierbevölkerung anfänglich mit Skepsis aufgenommen wurde, erfreut er sich mittlerweile grosser Beliebtheit.